# Benno Pointner

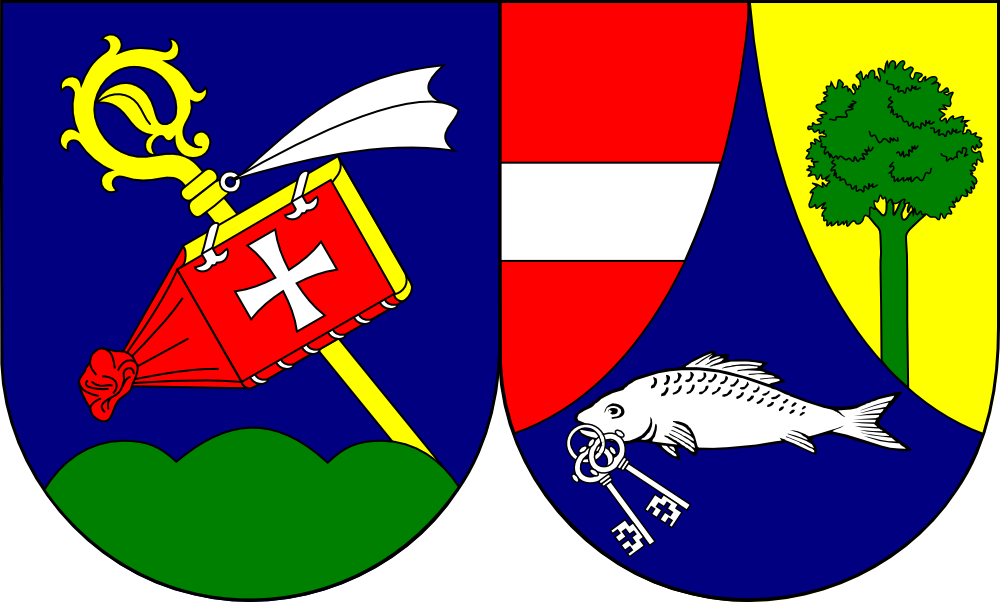
Wappen des Abtes Benno Pointner

Benno Pointner (* 22. September 1722 in Rafing; † 15. Februar 1807 in Wien) war Abt des Schottenstifts in Wien.

## Biographie
Benno Pointner trat im Jahr 1740 in das Schottenstift ein, wo er 1745 die Weihen erhielt. Nach dem Tod des Abtes Robert Stadler wurde er am 27. März 1765 zu dessen Nachfolger gewählt.
Neben der Säkularisation des Schottenstiftes während der Josephinischen Reformen konnte er auch die Schließung des Pulkauer Bründls, dem er durch seinen nahe gelegenen Geburtsort Rafing verbunden war, verhindern. Kaiser Joseph II. bestätigte mit Ausnahme des Asylrechts, das mit den Reformen nicht im Einklang stand, 1782 alle Stiftsprivilegien.
Trotz der großen Schulden, die der Orden vor seinem Amtsantritt angehäuft hatte, entstanden unter seiner Führung zahlreiche Neubauten und sonstige Aktivitäten:
- Gumpendorfer Pfarrkirche in Wien-Mariahilf (1765)
- Schottenfelder Kirche in Wien-Neubau (1784–1786)
- Prioratshaus beim Schottenstift auf der Freyung (1773–1774)
- Restaurierung der Altäre in der Schottenkirche
- Erweiterung des Schottenhofs um einen Trakt (1792–1794)
- Erwerb des Kohlhofs in Wien-Ottakring für das Stift

Mit der 1801 erfolgten Freigabe eines dem Stift gehörenden Ackers zwischen Hernals und Lerchenfeld zur Verbauung ermöglichte er 1802 die Gründung der Vorstadt Breitenfeld. Zur Erinnerung an dieses Ereignis wurden 1862 die Bennogasse und der Bennoplatz, auf dem ursprünglich die Breitenfelder Pfarrkirche errichtet werden sollte, nach ihm benannt.
Bedeutung für den Benediktinerorden erlangte Benno Pointner durch eine Neufestlegung der Ordensregeln und dass er den Mitgliedern des Ordens den Universitätsbesuch ermöglichte.